# Dynastie Lê
Dynastie Pozdní Lê (vietnamsky Nhà Hậu Lê, chữ nôm 家後黎), také jednoduše dynastie Lê (vietnamsky Nhà Lê, chữ nôm 家黎), také dům Pozdní Lê (vietnamsky Hậu Lê Triều, chữ nôm 後黎朝) byla vietnamská dynastie vládnoucí v letech 1428–1789 s přestávkou v období 1527–1533, kdy se Vietnamu zmocnila dynastie Mạc. Po roce 1533 panovníci dynastie Lê byli jen formální hlavou státu ovládaného mocnými rody Nguyễn (na jihu) a Trịnh (na severu), přičemž dynastie Mạc se udržela do roku 1596 na severu země, a do roku 1667 v provincii Cao Bằng při hranicích s Čínou.
Zakladatelem dynastie byl Lê Lợi, vůdce vietnamské povstalecké armády ve válce s čínskou říší Ming, která okupovala Vietnam v letech 1406–1428. V průběhu bojů Lê Lợi ovládl Vietnam a roku 1427 se nechal korunovat na císaře a následujícího roku vyhnal Číňany ze země. Vláda dynastie skončila roku 1527, kdy generál Mạc Đăng Dung fakticky vládnoucí zemi sesadil císaře Lê Cung Hoànga a sám zaujal trůn. Proti vládě dynastie Mạc vypuklo povstání v čele s představiteli rodů Nguyễn a Trịnh, které roku 1533 dosadilo na trůn Lê Trang Tônga z dynastie Lê. Válka s dynastií Mạc ovládající sever země však pokračovala do roku 1596, kdy byli Mạcové vytlačeni do provincie Cao Bằng u čínských hranic, kde se s podporou Číňanů udrželi do roku 1667.
Císařové obnovené dynastie Lê však nedrželi ve svých rukou reálnou moc, jih země totiž jménem císařů ovládal rod Nguyễn, zatímco na severu vládl rod Trịnh. V 70. letech 18. století vypuklo na jihu Vietnamu povstání Tây Sơn, povstalci dobyli jih a poté i sever země a roku 1789 uprchl poslední císař dynastie Lê do Číny.
Během vlády dynastie Lê se Vietnam zvětšil z nevelké země na severu moderního Vietnamu v první třetině 15. století k téměř moderním hranicím v době povstání Tây Sơn. Měnila se i společnost, v níž buddhismus ustoupil konfuciánství, panovníci dynastie reformovali stát podle čínského vzoru.